# Untermühlhausen
Untermühlhausen ist ein Ortsteil der Gemeinde Penzing im oberbayerischen Landkreis Landsberg am Lech.

## Lage
Das Pfarrdorf liegt 7 km nordöstlich der Kreisstadt Landsberg am Lech und 4 km östlich von des Marktes Kaufering an der Bahnlinie von der Landeshauptastadt München nach Lindau. Die Gemarkung Untermühlhausen mit 365 Hektar grenzt an die Orte Epfenhausen, Geretshausen, Oberbergen und Penzing. In Untermühlhausen entspringt der Verlorene Bach, ein Zufluss der Donau.

## Geschichte
Untermühlhausen war über Jahrhunderte bäuerlich-handwerklich geprägt und stand dabei in enger Verbindung mit der benachbarten Gemeinde Epfenhausen sowie der nahen Stadt Landsberg am Lech.
Die Gemarkung von Untermühlhausen war schon in der römischen Kaiserzeit besiedelt, wie Grabstätten mit Beigaben am südlichen Ortsrand ausweisen. Seit dem 8. Jahrhundert war der nach der Mühle am Bach, später auch als Baiermühlhausen benannte Ort mit den Klöstern Benediktbeuern und Sandau verbunden. Die Pfarrkirche St. Benedikt hat davon ihr Patrozinium. Bis 1803 bestellte der Abt von Benediktbeuern die Geistlichen im Ort, die auch die Kirchen in Sandau, am Höschlhof, in Ummendorf und Reisch betreuten. Auf der Burg in Untermühlhausen, die noch in Geländespuren im Nordosten des Dorfes erkennbar ist, waren Ministerialen der Herzöge von Bayern aus der Dynastie der Welfen. Ritter Ulrich schenkte im 12. Jahrhundert Besitz an das Kloster Wessobrunn, das neben dem Heilig-Geist-Spital in Landsberg der größte Grundherr über Anwesen in Untermühlhausen wurde. Im Spätmittelalter war ein eigenes Dorfgericht im Ort, in dem sich dann ein landesherrlicher Amtmann etablierte, dessen Funktionen später partiell die Gemeinde Untermühlhausen übernahm.
Durch die Mühle, die Burg, das Dorfgericht, den Amtsmann und die Pfarrei, zu der die Filialen Sandau, Reisch und Ummdorf gehörten, hatte das Dorf früh zentrale Funktionen für die Nachbarorte. Im 19. Jahrhundert bekam der Ort durch den Bau der Bahnstrecke München–Buchloe und der Errichtung des auf der Gemarkung Untermühlhausen, aber nach dem Nachbarort benanntenBahnhofs Epfenhausen starke Impulse. Der ab 1936 errichtete Militärflughafen Penzing/Landsberg erfasste auch die Gemarkung Untermühlhausen. Bis in die 1960er Jahre entwickelte sich eine hohe Gewerbedichte mit drei Wirtschaften, drei Schreinereien, zwei Schmiedmeistern bzw. Landmaschinenhändlern, zwei Landhandlungen, zwei Elektrikern etc. Seit den 1950er Jahren modernisierte die Gemeinde unter den Bürgermeistern Kaspar und Johann Kindl umfassend ihre Infrastruktur mit dem Bau einer eigenen Wasserversorgung, der Asphaltierung der Ortsstraßen, der Erweiterung der Kirche samt Friedhof, mit Planungen für Kindergarten und Spielplatz sowie für den Ausbau der Ortsverbindungsstraße nach Oberbergen. Der Bau einer neuen Schule samt Lehrerwohnhaus gemeinsam mit der Nachbargemeinde Epfenhausen löste in den 1960er Jahren einen Bildungs- und Akademisierungsschub in der jüngeren Generation aus. Nach der von den Behörden 1971 erzwungenen Eingemeindung nach Penzing erlebte der Ort einen Einbruch: über 20 Jahre wurde kein Baugebiet ausgewiesen, junge Erwachsene mussten das Dorf widerwillig verlassen; Post und Bahn gaben ihre Dienststellen bzw. den Bahnhof auf. Die eigenständige Raiffeisengenossenschaften Epfenhausen-Untermühlhausen fusionierte mit der Raiffeisen Kaufering, die zunächst ein neues Lagerhaus für Landhandel im Ort baute, dann aber örtliche Filiale und das Lagerhaus schloss und sämtliches über ein Jahrhundert in Epfenhausen und Untermühlhausen aufgebautes Vermögen verkaufte. Die neue Schule konnten die Kinder aus Epfenhausen und Untermühlhausen nicht mehr nutzen. Der große denkmalgeschützte Pfarrhof wurde auf Betreiben des neuen Bürgermeisters der Gemeinde Penzing abgerissen. Nach wachsenden Protesten aus der Bevölkerung mit Unterschriftenaktion von Pfarrer und sämtlichen Vereinsvorständen gab es seit den 1990er Jahren neue Impulse: kleinere Baugebiete wurden ausgewiesen, die lange verzögerte Kanalisation gebaut, die Wasserversorgung erneuert, das Feuerwehrhaus erweitert, die Schule zum Kindergarten und Vereinsheim umgenutzt. Immer mehr stellte die Pfarrei örtliche Infrastruktur zur Verfügung. Sie ermöglichte die notwendige Friedhofserweiterung, beteiligte sich an der Gestaltung des neuen Dorfangers mit Weiher und errichtete mit dem Pfarrstadel ein Veranstaltungsgebäude, das bis zu 400 Personen fasst und vielfältige kulturelle Aktivitäten ermöglicht.

## Bildung
Gemeinsam mit dem Nachbarort Epfenhausen steht der gemeindliche Kindergarten „Wurzel-Purzel“ zur Verfügung. Eine Grundschule ist im benachbarten Penzing, eine Mittelschule im nahen Weil, Realschulen in Kaufering, Landsberg, Schondorf (Buben) und Dießen (Mädchen), eine Berufs- und Fachoberschule findet sich in Landsberg, Gymnasien in Sankt Ottilien (Hum./Benediktiner), Landsberg und Dießen, eine Waldorf-Schule in Landsberg und eine Montessori-Schule in Kaufering.
Für Kinder steht im Ort ein Spiel- und Fußballplatz sowie ein Schlittenberg zur Verfügung. Es gibt ortsnahe kleinere Wälder und der im Quellgebiet zu einem kleinen See aufgestaute Verlorene Bach mit benachbartem Naturdenkmal „Sieben Quellen“.

## Öffentliches Leben
In Untermühlhausen sind zahlreiche Vereine und Organisationen aktiv: die Sportfreunde, der Schützenverein, der Obst- und Gartenbauverein, der Gesangsverein, der Schachverein, die Soldatenkameradschaft, der Burschenverein, die Katholische Landjugend, der Pfarrgemeinderat, die Kirchenstiftung, die Freiwillige Feuerwehr und die Jagdgenossenschaft. In der Region bekannt ist der jährliche Faschingsumzug, den das Faschingsteam Untermühlhausen e. V. veranstaltet. Um die kommunalpolitischen Interessen kümmert sich die Dorfgemeinschaft Untermühlhausen.
Die Vereine binden intensiv Kinder und Jugendliche ein. Seniorennachmittage sorgen für Information, Unterhaltung und Meinungsaustausch.
Die Vereine und Organisationen ermöglichen zahlreiche regelmäßige Aktivitäten. Größere Veranstaltungen und Bräuche im Ort sind das Rasso-Fest, eine Chor- und Blasmusikserenade, der Martinszug und Weihnachtsmarkt, die Knöpflesnacht sowie das Gockelholen in der Freinacht. Veranstaltungen finden nunmehr meist im zentral gelegenen Pfarrstadl statt. Das Gasthaus Schauer-Philipper mit Biergarten hat als letzte von den drei Wirtschaften in Untermühlhausen seit 2015 geschlossen.

## Arbeit und Gewerbe
In Untermühlhausen bestehen zwei Schreinereien, mehrere Landwirte, das Clorman Design Studio, das Rietzl Bauunternehmen u. a.m. . Arbeitnehmer sind vor allem in der nahen Kreisstadt Landsberg am Lech und im Markt Kaufering, unter anderem in den Firmen Rational AG und Hilti tätig.

## Pfarrei St. Benedikt
Die Katholische Pfarrei St. Benedikt wird gemeinsam mit St. Maria-Himmelfahrt in Epfenhausen und St. Johann sowie Maria Himmelfahrt in Kaufering von Pfarrer Helmut Friedl in der Pfarreiengemeinschaft Kauferting betreut. Die aus dem Spätmittelalter stammende Pfarrkirche St. Benedikt ist im 18. Jahrhundert im Stil des Rokoko von Wessobrunner Kunsthandwerkern und dem Maler Januarius Zick ausgestattet worden. Nach Ausweis des Sagenbuches von A. Schöppner soll der hl. Rasso in Untermühlhausen geboren sein, woran ein Gedenkstein aus dem 18. Jahrhundert und eine Kapelle erinnern. Die Pfarrei unterhält den Pfarrstadel als Veranstaltungsraum im Ort.

## Ortsbild
Das Ortsbild von Untermühlhausen ist noch vom ursprünglich bäuerlich-handwerklichen Charakter und der Einbettung in die umgebende Landschaft zwischen Endmoränenzügen und dem Tal des Verlorenen Baches gekennzeichnet. In der Mitte sticht der grüne Dorfanger mit Weiher bei der Pfarrkirche hervor. Ortsbildprägende Gebäude, wie die Mühle oder das Thoma-, Veiten- und Gruberanwesen sowie der Bahnhof, wurden renoviert und für Wohn- und Gewerbezwecke umgenutzt. Andere charakteristische Bauernhäuser und -städel mit Gärten warten auf neue Verwendung beziehungsweise Nutzer. Neubauten sind überwiegend als Ein- oder Zweifamilienhäuser seit den 1950er Jahren bis in jüngste Zeit entstanden. Am südlichen Ortsrand ist der alte Wasserturm eines der Wahrzeichen des Ortes.

## Naturdenkmal Sieben Quellen
Das Quellgebiet des Verlorenen Baches im Westen von Untermühlhausen ist wegen seiner reichhalten Flora und Fauna als Naturdenkmal ausgewiesen. Seltene Pflanzen und Tiere, bisweilen ein Schwarzstorch, können dort beobachtet werden.

## Wappen
„Gespalten von Silber und Blau; vorne ein senkrecht gestellter schwarzer Spaten, hinten ein silberner Becher, aus dem eine goldene Schlange steigt.“ Der Spaten erinnert an das spätmittelalterliche Dorfgericht in Untermühlhausen, das zeitweise die Landsberger Familie Ostendorfer innehatte. Die Schlange aus dem Becher verweist auf den Heiligen Benedikt als Pfarrpatron. Die Gemeinde Untermühlhausen erhielt das Wappen durch Entschließung des Bayerischen Staatsministerium des Inneren vom 20. August 1968 (Amtsblatt des Landkreises Landsberg, 173. Jg., Nr. 2, 17. Januar 1969).

## Denkmäler
Kath. Pfarrkirche St. Benedikt, Saalbau mit eingezogenem Polygonalchor und Chorflankenturm, 2. Hälfte 15. Jh., stuckiert 1741, 1962–64 nach Westen erweitert; mit Ausstattung; Ehem. Kegelbahn, langgestreckter Satteldachbau mit Holzverschalung, Ende 19. Jh. (Am Verlorenen Bach 9);  Bildstock, sog. Rassostein, Sandsteinsäule mit Gehäuse und geschweifter Verdachung, 18. Jh., am Fuß des „Burgsel“(südl. von Bahnhof an Bahnlinie München-Lindau); „Burgsel“ Befestigung des Mittelalters.

## Persönlichkeiten
- Manfred Broy, Informatiker, Professor an der Technischen Universität München
- Johann Kindl, Jurist, Professor an der Universität Münster
- Ferdinand Kramer, Historiker, Professor an der LMU München
- Paul Ondrusch, akademischer Bildhauer, (ab 1945 in Untermühlhausen)